# 千布亮輔
千布亮輔（ちふ りょうすけ、1989年3月2日 - ）は、ジャパンラグビーリーグワンの日野レッドドルフィンズに所属するラグビー選手。

## プロフィール
- 福岡県出身[1]。
- 身長182cm、体重103kg
- ポジションはフランカー(FL)、ロック(LO)。
- 目標とする人物は尾方宏之（元NTTドコモ）。
- U20日本代表スコッドに選ばれたことがある[2]。

## 略歴
2007年、東福岡高校卒業後、明治大学に入る。なお東福岡高校時代には高校日本代表に選ばれたことがある。
2011年、明治大学卒業後、JR九州サンダースに加入し、同年9月11日に行われたトップキュウシュウAリーグ第1節の福岡銀行ブルーグルーパーズ戦にて途中出場で公式戦初出場を果たした。
2012年、NTTドコモレッドハリケーンズ(現・NTTドコモレッドハリケーンズ大阪)に加入。
2014年、釜石シーウェイブスに加入。2015年、チームのFWリーダーに就任した。
2016年、日野自動車レッドドルフィンズに加入。